# بنتون (تنسی)
بنتون(به انگلیسی: Benton) شهری در ایالت تنسی کشور ایالات متحده آمریکا است که جمعیت آن در سرشماری سال ۲۰۱۰ میلادی، ۱٬۳۸۵ نفر بوده‌است.